# Teyonah Parris

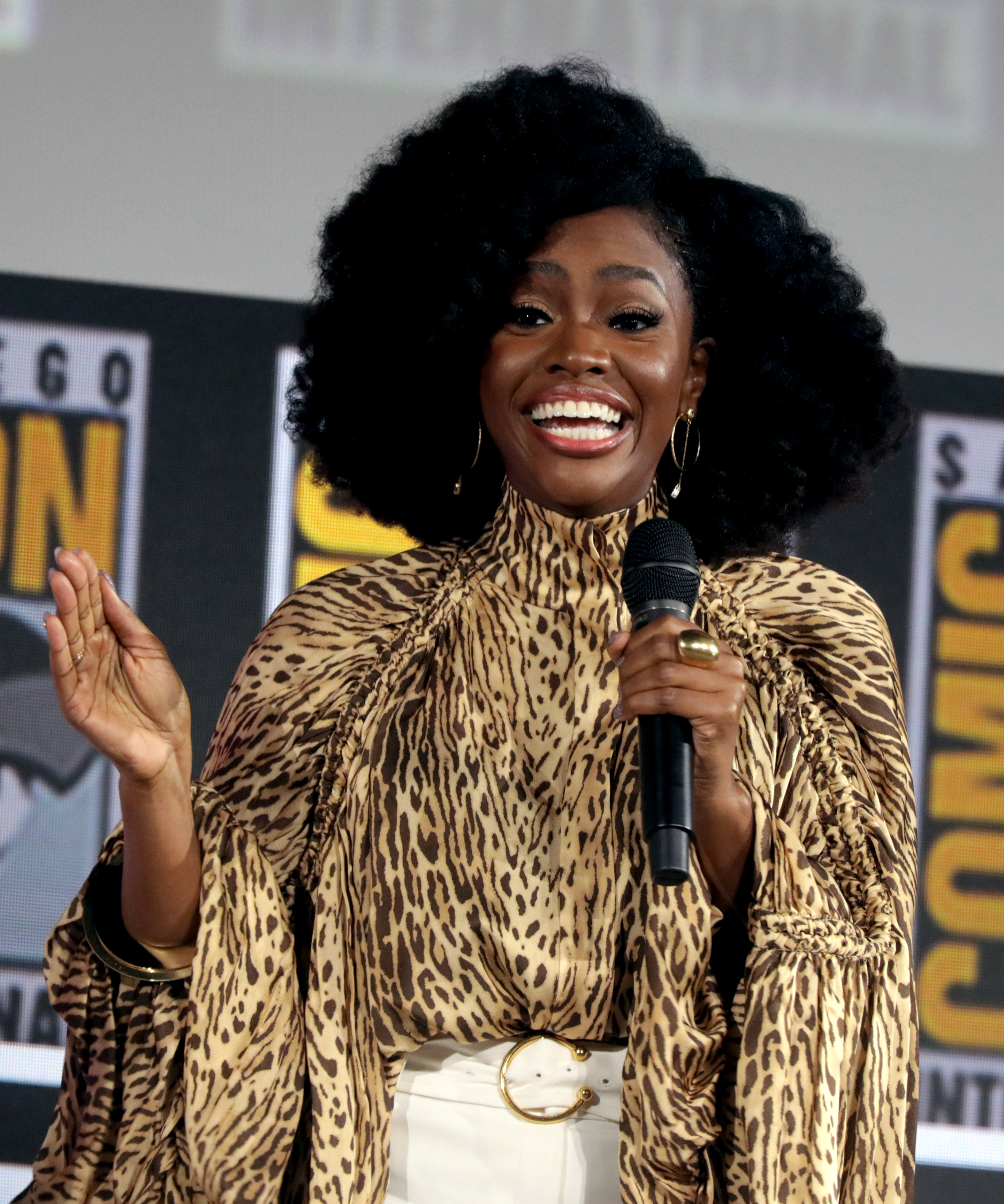
Teyonah Parris auf der San Diego Comic-Con im Juli 2019

Teyonah Parris (* 22. September 1987 in Hopkins, South Carolina) ist eine US-amerikanische Schauspielerin.

## Leben
Parris wuchs in Hopkins im US-Bundesstaat South Carolina auf. Nach einer Nebenrolle in der Fernsehserie Good Wife und einer kleineren Rolle im Film Woher weißt du, dass es Liebe ist erhielt Parris 2012 eine Rolle in der Fernsehserie Mad Men und verkörperte darin in der Rolle von Dawn Chambers die erste afroamerikanische Sekretärin von Don Draper. Gemeinsam mit ihren Kollegen wurde Parris hierfür im Rahmen der Screen Actors Guild Awards 2013 in der Kategorie Bestes Schauspielensemble in einer Dramaserie nominiert. 2014 erhielt Parris ihre erste Hauptrolle im Film Dear White People, und 2015 erhielt sie die Hauptrolle der Lysistrata in Spike Lees Film Chi-Raq. Sie spielt hierin eine Einwohnerin Chicagos die versucht, mit einem Aufruf zum Sex-Boykott ihre pazifistische Vision umzusetzen und die Stadt von der Gewalt untereinander zu befreien. Für diese Rolle wurde Parris mehrfach ausgezeichnet. Ebenfalls 2015 erhielt Parris eine Hauptrolle im Film Where Children Play. Im Mai 2016 wurde bekannt, dass Parris im Gespräch für die Hauptrolle im Film Buffalo Soldier Girl ist, der die Geschichte einer Frau erzählt, die sich als Mann verkleidet, um so als afroamerikanischer Buffalo Soldier einen Beitrag im Amerikanischen Bürgerkrieg zu leisten. Eine Hauptrolle erhielt Parris in der Mystery-Science-Fiction-Komödie They Cloned Tyrone von Juel Taylor, in der sie eine Sexarbeiterin spielt.
Ende Juni 2020 wurde Teyonah Parris ein Mitglied der Academy of Motion Picture Arts and Sciences.

## Filmografie (Auswahl)
- 2010: Woher weißt du, dass es Liebe ist (How Do You Know)
- 2012–2015: Mad Men (Fernsehserie, 22 Folgen)
- 2014: Dear White People
- 2014: They Came Together
- 2014–2017: Survivor’s Remorse (Fernsehserie, 36 Folgen)
- 2015: Five Nights in Maine
- 2015: Chi-Raq
- 2017: Empire (Fernsehserie, 6 Folgen)
- 2018: Beale Street (If Beale Street Could Talk)
- 2019: Point Blank
- 2020: The Photograph
- 2020: Charm City Kings
- 2021: WandaVision (Fernsehserie, 7 Folgen)
- 2021: Candyman
- 2023: They Cloned Tyrone
- 2023: The Marvels
- 2023: Viel Wirbel um Weihnachten (Dashing Through the Snow)
- 2024: What If…? (Fernsehserie, Episode 3x01)

## Auszeichnungen
- Screen Actors Guild Awards 2013: Nominierung als Bestes Schauspielensemble in einer Dramaserie in Mad Men
- African-American Film Critics Association Awards 2015: Auszeichnung als Beste Schauspielerin in Chi-Raq
- Black Reel Awards 2015: Auszeichnung als Beste Nachwuchsdarstellerin in Dear White People
- Black Reel Awards 2015: Nominierung als Beste Nebendarstellerin  in Dear White People
- Black Reel Awards 2016: Auszeichnung als Beste Schauspielerin in Chi-Raq
- NAACP Image Awards 2016: Nominierung als Beste Hauptdarstellerin in Chi-Raq
- MTV Movie & TV Awards 2021: Nominierung als Best Hero in WandaVision[4]